# Dystrykt Mbale
Dystrykt Mbale – dystrykt we wschodniej Ugandzie, którego siedzibą administracyjną jest miasto Mbale. W 2002 roku liczył ok. 718 tys. mieszkańców. Głównymi grupami etnicznymi zamieszkującymi dystrykt są: Masaba i Gisu. Głównym językiem jest język masaba.
Dystrykt Mbale graniczy na północy z dystryktem Sironko, na północnym wschodzie z dystryktem Bududa, na południowym wschodzie z dystryktem Manafwa, na południu z dystryktem Tororo, na południowym zachodzie z dystryktem Butaleja, na zachodzie z dystryktem Budaka, na północnym zachodzie z dystryktem Pallisa i dystryktem Kumi.